# Anisorrhina elongata
Anisorrhina elongata är en skalbaggsart som beskrevs av Bates 1881. Anisorrhina elongata ingår i släktet Anisorrhina och familjen Cetoniidae. Inga underarter finns listade i Catalogue of Life.